# サラーユット・チャイカムディー
サラーユット・チャイカムディー（タイ語: ศรายุทธ ชัยคำดี、1981年9月24日 - ）は、タイ王国の元サッカー選手。元タイ王国代表。現役時代のポジションはFW。

## クラブ歴
2001年にタイ・ポートFCで選手となる。その後ベトナムのビンディンFCに所属したのちにタイ・ポートFCに復帰した。2008年から2009年にかけてはオーソットサパー・サラブリーFCに所属、2010年は再びタイ・ポートFCに加入した。同年のタイ・リーグカップでは決勝戦を出場停止の為に欠場したものの最優秀選手を受賞した。
その後は1年ごとに国内のクラブを転々とした。

## 代表歴
2003年に代表初出場。2010 FIFAワールドカップ・アジア2次予選ではイエメン代表から2点を奪い、2戦合計のスコアを2-1とし、3次予選進出の立役者となった。代表最後の出場となったのは2011年8月24日に行われたシンガポール代表との親善試合であった。

## 個人成績
| #   | 日附           | 場所                                               | 対戦相手       | 得点 | 結果   | 大会                                   |
| --- | -------------- | -------------------------------------------------- | -------------- | ---- | ------ | -------------------------------------- |
| 1.  | 2003年2月16日  | バンコク・スパチャラサイ国立競技場                 | 北朝鮮         | 1-0  | 2-2    | キングスカップ2003                     |
| 2.  | 2003年10月16日 | バンコク                                           | インド         |      | 2-0    | 親善試合                               |
| 3.  | 2003年11月17日 | バンコク                                           | 香港           | 3-0  | 4-0    | AFCアジアカップ2004予選                |
| 4.  | 2003年11月17日 | バンコク                                           | 香港           | 4-0  | 4-0    | AFCアジアカップ2004予選                |
| 5.  | 2003年11月21日 | バンコク・ラジャマンガラ・スタジアム               | ウズベキスタン | 4-0  | 4-1    | AFCアジアカップ2004予選                |
| 6.  | 2004年3月31日  | サナア・アル・サウラ・スポーツ・シティ・スタジアム | イエメン       | 1-0  | 3-0    | 2006 FIFAワールドカップ・アジア2次予選 |
| 7.  | 2004年12月12日 | クアラルンプール・ブキット・ジャリル国立競技場     | 東ティモール   | 5-0  | 8-0    | 2004 タイガーカップ                    |
| 8.  | 2004年12月12日 | クアラルンプール・ブキット・ジャリル国立競技場     | 東ティモール   | 6-0  | 8-0    | 2004 タイガーカップ                    |
| 9.  | 2004年12月12日 | クアラルンプール・ブキット・ジャリル国立競技場     | 東ティモール   | 7-0  | 8-0    | 2004 タイガーカップ                    |
| 10. | 2004年12月14日 | クアラルンプール・ブキット・ジャリル国立競技場     | マレーシア     | 0-1  | 2-1    | 2004 タイガーカップ                    |
| 11. | 2004年12月21日 | バンコク                                           | ドイツ         |      | 1-5(L) | 親善試合                               |
| 12. | 2006年12月24日 | バンコク・スパチャラサイ国立競技場                 | ベトナム       | 1-1  | 2-1    | キングスカップ2006                     |
| 13. | 2007年1月14日  | バンコク・スパチャラサイ国立競技場                 | フィリピン     | 1-0  | 4-0    | 2007 東南アジアサッカー選手権          |
| 14. | 2007年1月14日  | バンコク・スパチャラサイ国立競技場                 | フィリピン     | 3-0  | 4-0    | 2007 東南アジアサッカー選手権          |
| 15. | 2007年1月16日  | バンコク・スパチャラサイ国立競技場                 | マレーシア     | 1-0  | 1-0    | 2007 東南アジアサッカー選手権          |
| 16. | 2007年10月8日  | バンコク・スパチャラサイ国立競技場                 | マカオ         | 1-0  | 6-1    | 2010 FIFAワールドカップ・アジア1次予選 |
| 17. | 2007年10月8日  | バンコク・スパチャラサイ国立競技場                 | マカオ         | 3-1  | 6-1    | 2010 FIFAワールドカップ・アジア1次予選 |
| 18. | 2007年10月15日 | マカオ・澳門運動場                                 | マカオ         | 0-5  | 1-7    | 2010 FIFAワールドカップ・アジア1次予選 |
| 19. | 2007年10月15日 | マカオ・澳門運動場                                 | マカオ         | 0-6  | 1-7    | 2010 FIFAワールドカップ・アジア1次予選 |
| 20. | 2007年10月15日 | マカオ・澳門運動場                                 | マカオ         | 0-7  | 1-7    | 2010 FIFAワールドカップ・アジア1次予選 |
| 21. | 2007年11月9日  | サナア・アリ・ムヘセン・スタジアム                 | イエメン       | 0-1  | 1-1    | 2010 FIFAワールドカップ・アジア2次予選 |
| 22. | 2007年11月18日 | バンコク・スパチャラサイ国立競技場                 | イエメン       | 1-0  | 1-0    | 2010 FIFAワールドカップ・アジア2次予選 |
| 23. | 2007年12月22日 | バンコク・ラジャマンガラ・スタジアム               | ウズベキスタン | 1-0  | 3-2    | キングスカップ2007                     |
| 24. | 2007年12月22日 | バンコク・ラジャマンガラ・スタジアム               | ウズベキスタン | 2-0  | 3-2    | キングスカップ2007                     |
| 25. | 2008年5月20日  | バンコク                                           | ネパール       |      | 7-0    | 親善試合                               |
| 26. | 2008年6月2日   | バンコク・ラジャマンガラ・スタジアム               | バーレーン     | 1-1  | 2-3    | 2010 FIFAワールドカップ・アジア3次予選 |
| 27. | 2010年8月11日  | ノンタブリー県                                     | シンガポール   | 1-0  | 1-0    | 親善試合                               |
| 28. | 2010年9月4日   | ノンタブリー県                                     | インド         | 1-0  | 1-0    | 親善試合                               |
| 29. | 2010年12月1日  | ジャカルタ・ゲロラ・ブン・カルノ・スタジアム       | ラオス         | 1-1  | 2-2    | 2010 AFFスズキカップ                   |
| 30. | 2010年12月1日  | ジャカルタ・ゲロラ・ブン・カルノ・スタジアム       | ラオス         | 2-2  | 2-2    | 2010 AFFスズキカップ                   |

## タイトル

### クラブ
タイ・ポートFC
- タイ・リーグカップ: 2010

### 代表
タイ王国
- キングスカップ: 2006, 2007

### 個人
- タイ・プレミアリーグ月間最優秀選手: 2010年6月